# Jedna vlaštovka jaro udělá
Jedna vlaštovka jaro udělá (v originále Une hirondelle a fait le printemps) je francouzský hraný film z roku 2001, který režíroval Christian Carion podle vlastního scénáře. Film je inspirován skutečným příběhem Angélique Doucet, obyvatelky Châtelus ve Vercors. Snímek měl světovou premiéru dne 5. září 2001.

## Děj
Sandrine Dumez je školitelkou IT v Île-de-France. Její dosavadní život ji už nenaplňuje a rozhodne se věnovat zemědělství. Po zaškolení přijíždí do oblasti Vercors, aby se postarala o farmu, kterou chce koupit od nevrlého starého Adriena.

## Obsazení
| Michel Serrault                     | Adrien         |
| Mathilde Seigner                    | Sandrine Dumez |
| Jean-Paul Roussillon                | Jean           |
| Frédéric Pierrot                    | Gérard         |
| Marc Berman                         | Stéphane       |
| Françoise Bette                     | matka Sandrine |
| Christophe Rossignon                | podnikatel     |
| Roland Chalosse                     | barman         |
| Achiles Francisco Varas dell'Aquila | Barfly         |
| Noël Martin                         | kněz           |
| Christian Carion                    | muž s mobilem  |